# Meteorochorie

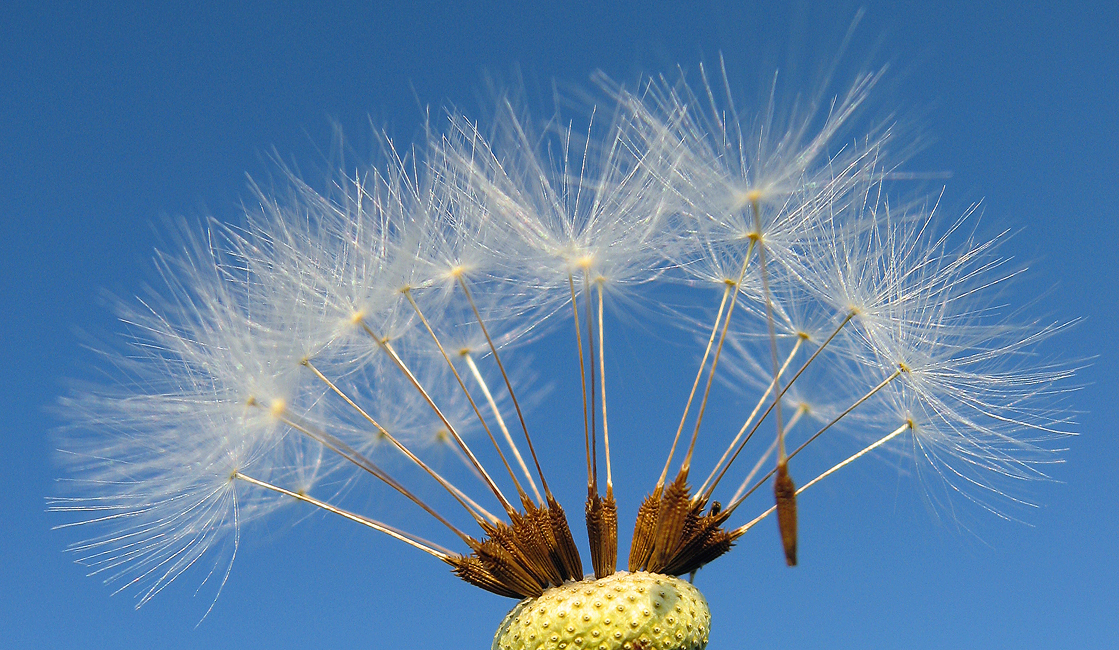
Die Nussfrüchte der „Pusteblume“ sind Schirmflieger

Die Meteorochorie ist eine Form der Ausbreitungsstrategie von Pflanzen mit dem Wind. Es handelt sich dabei um eine Unterform der Anemochorie, die zu den ursprünglichsten Ausbreitungsarten von Pflanzen gehört. Die Pflanzen nennt man Windflieger oder auch Samenflieger.

## Bauprinzipien der Diasporen
Das Bauprinzip der Diasporen, die meteorochor ausgebreitet werden, lässt sich in vier Unterarten unterteilen:
- Blasenflieger oder Ballonflieger (Cystometeorochorie): Diasporen mit luftgefüllten Strukturen. Beispiele sind Wundklee, Sumpf-Herzblatt und Blasenstrauch oder Orchideen.
- Haarflieger, Schopf- und Schirmflieger (Trichometeorochorie) haben Haare oder Schirme aus umgebildeten Samenschalen, Grannen oder Kelchblättern. Beispiele sind Löwenzahn, Huflattich, Weiden, Disteln und Waldreben.
- Flügelflieger (Pterometeorochorie) haben geflügelte Diasporen, die durch Samenschale, Perikarp oder Blatt gebildet werden. Beispiele sind Linden, Ahorne und Birken.
- Körnchenflieger (Granometeorochorie) haben ein Samengewicht unter 0,1 mg und erreichen daher weite Entfernungen. Beispiele sind Orchideen, Sommerwurz, Heidekraut und Besenheide.

Typisch für meteorochore Pflanzen ist, dass die Diasporen durch luftgefüllte Hohlräume ihr spezifisches Gewicht reduzieren und/oder eine durch verschiedene Ausbildungen der Oberfläche wie Flügel, Flughaare oder Fallschirme ihren Luftwiderstand vergrößern.

### Trichometeorochorie: Haarfrucht, Schirmfrucht

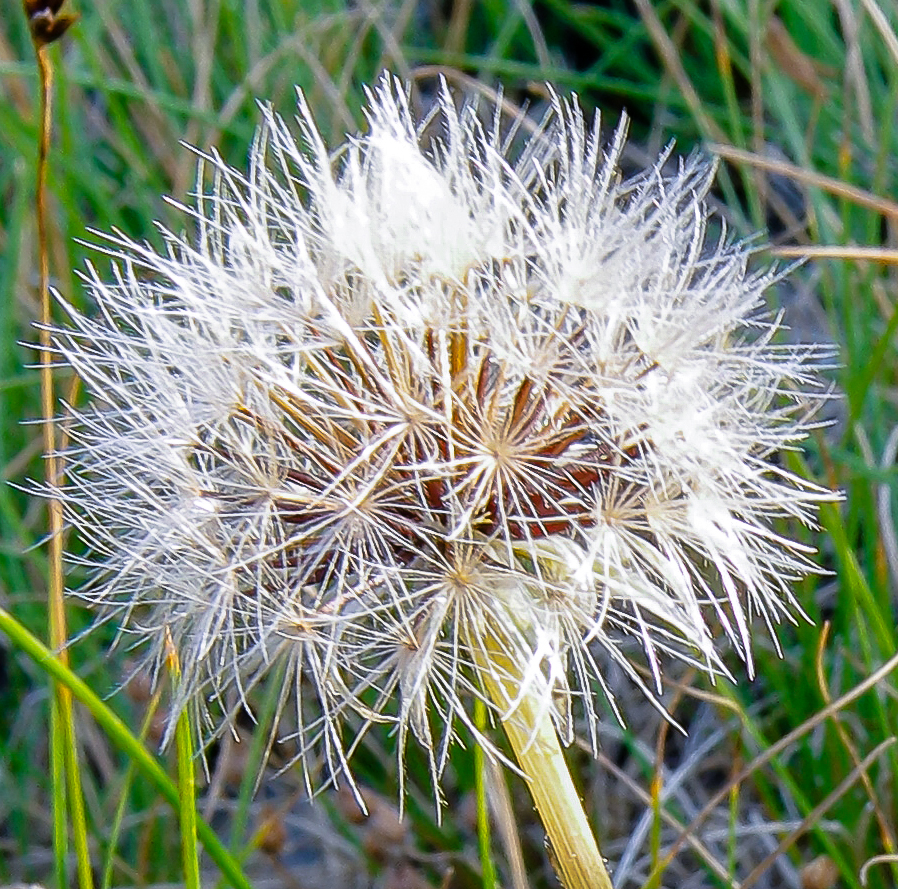
Bei der Löwenzahn-Gattung Leontodon sitzt der Pappus am Ende der Früchte, bei der Löwenzahn-Gattung Taraxacum an einem Schnabel (Stiel) und sie sind daher „geschnäbelt“

- Schopfartige Haarbildungen, die sich an der Spitze der Diasporen befinden, finden sich besonders häufig bei Korbblütlern (etwa Arnika oder Alant) und Baldriangewächsen. Der Pappus genannte Haarschopf wirkt wie ein Fallschirm, indem er ein Luftpolster generiert, das verhindert, dass die Diasporen zu schnell zu Boden sinken. Diese Diasporen tragen daher auch die Bezeichnung Schirmchenflieger. Viele Pionierpflanzen wie beispielsweise Weidenröschen nutzen diese Wirkungsweise, um ihre Samen kilometerweit zu verstreuen. Dabei sitzt der Pappus entweder direkt an der Spitze der Diasporen (wie bei Löwenzahn (Leontodon)) oder die Diasporen sind geschnäbelt und der Pappus sitzt auf einem Stiel, der an der Diaspore hängt (wie bei Löwenzahn (Taraxacum))
- Federschweifflieger wie beispielsweise die Reiherschnabelarten oder die Kuhschellen folgen einem anderen Wirkungsprinzip. Sie erhöhen den Luftwiderstand, indem sie den Griffel der Diasporen im Zuge der Fruchtreifung zu einem langen Federschweif umbilden.
- Seltener sind dagegen Haarflieger, wie Diasporen bezeichnet werden, deren Samen mit Haaren besetzt sind. Bekanntestes Beispiel ist der Löwenzahn oder die Pappel- und Baumwollsamen oder Platanensamen.

### Pterometeorochorie: Flügelfrucht / Flügelsamen

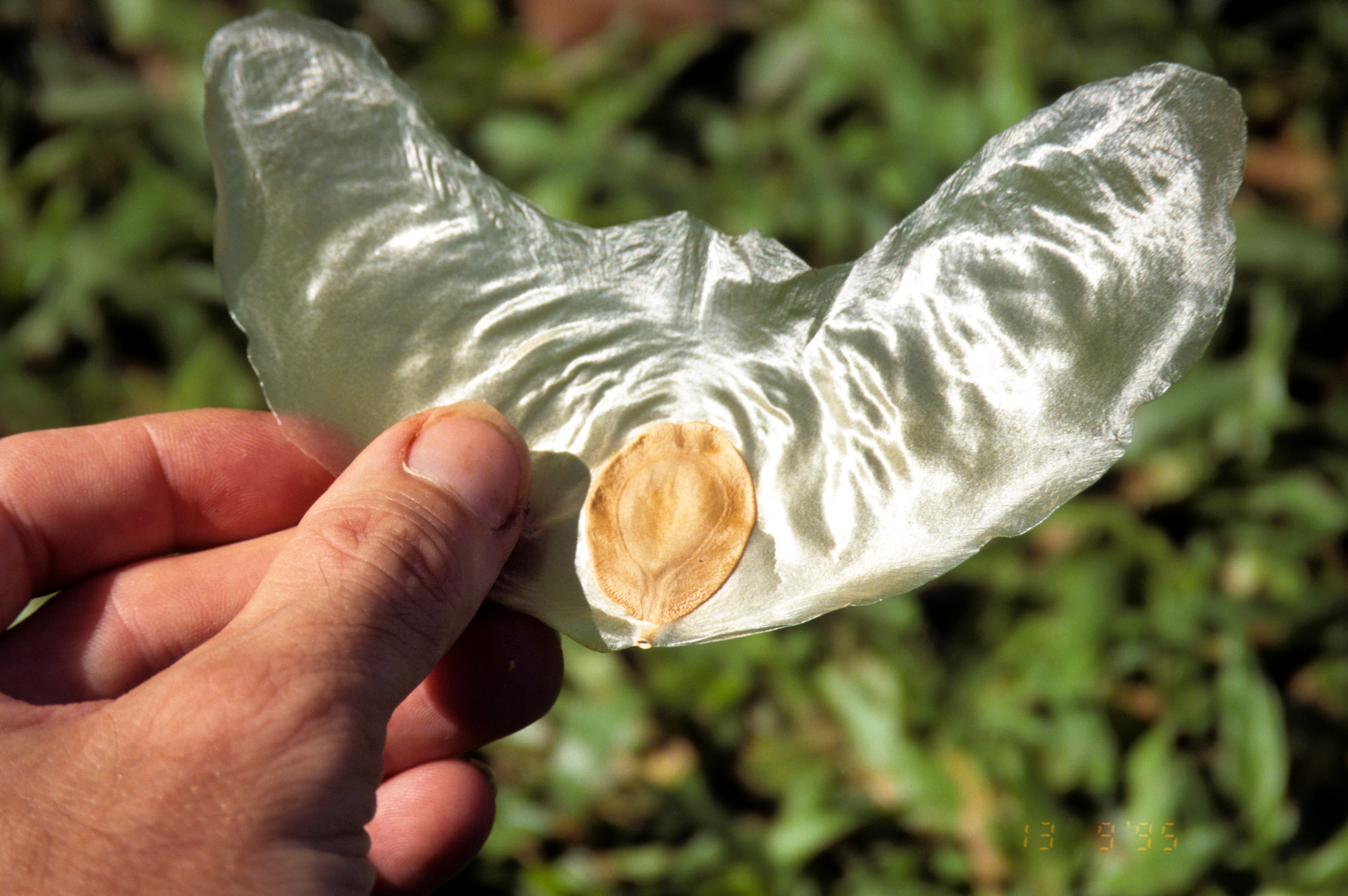
Alsomitra macrocarpa als Beispiel für einen Flügelsamen

Flügelflieger beruhen auf den Prinzipien des Auftriebs.
- Schraubenflieger, auch Drehflieger, funktionieren meist wie ein Rotorblatt nach dem Prinzip der Autorotation. Der Samen besitzt einen Kern, in dem der Massenschwerpunkt liegt, und einen leichten Flügel. Nach einem kurzen Sturzflug geht er über in eine spiral- und schraubenförmige Bewegung. Er dreht sich um seine eigene Achse und schraubt sich zusätzlich in einer großen Spirale nach unten. Bei einigen Ahornen ist dies ein Doppelflügel aus zwei Früchten, bei anderen sowie bei Koniferen, Linden und Eschen mit einem Blatt und der Hainbuche; hier ist ein spezielles, verwachsenes Blatt der Flügel.
- Gleitflieger: Ein anderes Prinzip ist eine taumelnd-segelnde Flugweise – ähnlich einem Schmetterling – mit flächigen Flügeln, mehrfingrig bei Birkengewächsen wie Birken, rundlich etwa bei den Ulmen (als Beispiel siehe die Abbildung bei Feldulme). Besonders gute Gleiteigenschaften besitzt die Zanonia. Der Samen besitzt auf beiden Seiten dünne Flügel, die ihm das Aussehen eines kleinen Drachens geben. Wird er durch Kollision oder Wind aus der stabilen Fluglage gebracht, pendelt er kurz und findet anschließend in die optimale Flugposition zurück. Er wurde deshalb zum Vorbild für den Bau von Flugzeugen (Etrich-Taube).